# 和泉素行
和泉素行（英語：、1979年6月18日—），藝名 SOKO，日籍香港男主持、演員、模特兒、網絡紅人及意見領袖，2004年曾到台灣從事模特兒工作，2007年選擇定居香港，且成為多棲藝人。

## 簡歷
和泉素行有一姊一妹，三歲曾到美國威斯康辛州生活，後搬回岡山縣居住，就讀小學二年級便移居兵庫縣川西市，中三時再遷往岡山縣，在岡山縣立津山高等學校升學。2001年，他參加兵庫縣立大學（主修國際商學科）與廣東暨南大學合辦的交換生計劃，副修六年中國語文（對外漢語系）和開始接觸粵語文化，期間獲模特兒公司賞識，選入二人歌唱組合「SMART」，惟樂隊發展只維持了一年。其後，他曾赴台灣跟伊林模特兒經紀公司簽約成為模特兒，可遭投閒置散，至2007年經朋友轉介下到香港銅鑼灣（現居於鰂魚涌）定居，繼續從事模特兒工作，並曾任職酒吧侍應、日資公司文員和私人日語教師。
2008至2016年間，和泉素行曾在 BS JAPAN、美亞電影台、GO! JAPAN TV、日本放送協會及 UTV 等多個電視台擔任節目主持或現場活動司儀，亦演出過毛記電視和 V-Monkeys 製作的網絡短片。2010年，他與岩本豐、佐佐木英之組成樂隊「J.A.C.」參加亞洲電視歌唱節目《亞洲星光大道3》，最終取得第六名而漸為人所認識。2015年底，他完成香港演藝學院初級與中級戲劇表演證書課程；2016年開設 Youtube 頻道「我は何しに香港へ？」（我為何來香港），拍攝短片向日本人介紹當地文化，又認為香港缺乏象徵性吉祥物，遂設計出「魚蛋太郎」以讓人記得「咖喱魚蛋」這項特色。
2018年，和泉素行參演無綫電視劇集《逆緣》中「福岡雅治」一角也令人注目；2019年曾在社交網站發文和轉載帖文支持反對修訂逃犯條例運動，又接受日本媒體邀請講解事態發展。2020年，他分別與阮小儀一同主持兩個飲食節目 —— 商業電台叱咤903《咪芝巨星》及香港開電視《酒勻全香港》，並有份參與《屍殺片場》攝影師曾根剛首部執導的日本電影《二人小町》，擔綱男要角「王喜龍」，更獲提名競逐《第25屆米蘭國際電影節》「最佳男主角」殊榮。

## 影片集
- 在《U Magazine》教選當造水果
- 在《U Magazine》教讀日語常用單詞
- 在《U Magazine》教授便利店實用日語
- 在《U Magazine》教煮港日融合菜

## 演出作品

### 電視劇
| 首播           | 劇名                   | 角色                  |
| 無綫電視       |                        |                       |
| 2018年         | 逆緣                   | 福岡雅治（第8、9集）  |
| 2018年         | 救妻同學會             | 林家樂（第7、8集）    |
| 2020年         | 黃金有罪               | 日本軍官（第18集）    |
| 2024年         | 法證先鋒VI倖存者的救贖 | 服部研一郎            |
| 愛奇藝、星王朝 |                        |                       |
| 2018年         | 冒险王卫斯理           | 久 島（單元：無名髮） |
| 福斯傳媒集團   |                        |                       |
| 2019年         | 心冤                   | 西田直人              |
| ViuTV          |                        |                       |
| 2019年         | 娛樂風雲               | Yota（第71集）        |
| 2021年         | 太平紋身店             | 源 氏                 |
| 2022年         | 繩角                   | 中 村                 |
| 2023年         | 大誠實家               | 溫 總                 |
| 2023年         | 殺手廢J                | 木村龍馬              |
| 2023年         | 冰上火花               | 鈴 木                 |
| 2024年         | 飛黃騰達               | 藤 井                 |

### 綜藝節目
| 首播                    | 節目名                                      | 備註                             |
| 亞洲電視                |                                             |                                  |
| 2010年                  | 亞洲星光大道3                               | 參賽者（J.A.C.）                 |
| 2010年                  | 今夜星光燦爛                                | 12月10日嘉賓（J.A.C.）           |
| BS JAPAN                |                                             |                                  |
| 2011年                  | MADE IN BS JAPAN                            | 主持                             |
| 美亞電影台              |                                             |                                  |
| 2011年                  | 好玩SAFARI                                  | 主持                             |
| GO! JAPAN TV            |                                             |                                  |
| 2011 - 2012年；2017年 - | 日語大放送                                  | 主持（與理惠）                   |
| 星尚頻道                |                                             |                                  |
| 2012年                  | 星尚之旅「東京浪漫篇」                      | 第1、2集主持                     |
| 日本放送協會            |                                             |                                  |
| 2015年                  | 今夜も生でさだまさし                        | 5月3日嘉賓                       |
| 2018年                  | TRY！ONSEN TRY！JAPAN 香港編 #1～大分の旅～ | 主持（與椎木麻衣）               |
| UTV                     |                                             |                                  |
| 2015年                  | Happy Wednesday                             | 3月8日訪問嘉賓                   |
| 2015年                  | Flash Nippon                                | 主持（與 Candy）                 |
| 有線娛樂台              |                                             |                                  |
| 2015年                  | 佐賀「東遊記」                              | 主持（與王曉君）                 |
| 2015年                  | 佐賀「東遊記」之戀愛篇                      | 主持（與王曉君）                 |
| 無綫電視                |                                             |                                  |
| 2015年                  | 網絡挑機                                    | 第8集嘉賓                        |
| 2016年                  | 今日VIP                                     | 5月18日嘉賓                      |
| 2023年                  | 數你條命                                    | 第4集嘉賓                        |
| ViuTV                   |                                             |                                  |
| 2016年                  | 借宿一宵                                    | 第二季主持（與陳俞希及黃奕晨）   |
| 2017年                  | 時空旅人                                    | 主持（與陳俞希、吳蚊蚊及黃奕晨） |
| 2017年                  | 元氣爆滿九州                                | 主持（與中島綾菜）               |
| 2018年                  | 全港的                                      | 6月9日嘉賓                       |
| 2018年                  | 鳥取岡山蜜蜜遊                              | 主持（與石本武士及近藤あずみ）   |
| 2019年                  | Good Night Show 發洩擂台                    | 明星版 第35集嘉賓                |
| 2019年                  | 我食飯你埋單                                | 固定演出嘉賓                     |
| 2019年                  | 厲害了！蘇哥兒                              | 主持（與蘇施黃）                 |
| 2019年                  | 大分·旅遊時光                               | 主持                             |
| 2021年                  | 開運旅神團                                  | 第2集嘉賓                        |
| 2023年                  | 入島日本喇 !                                | 主持（與沈殷怡及王頌茵）         |
| 2023年                  | 異國聚腳點                                  | 第13 - 15集嘉賓                  |
| 2023年                  | 我想身體健康                                | 第12集嘉賓                       |
| 2024年                  | Amanda 遊日取食經                           | 主持（與 Amanda S.）             |
| 2025年                  | 堅返鄉下                                    | 主持（第1 - 4集）                |
| 東京電視台              |                                             |                                  |
| 2018年                  | Youは何しに香港へ                           | 1月1日訪問嘉賓                   |
| 港台電視31、31A         |                                             |                                  |
| 2018年                  | 自在8點半                                   | 第19集嘉賓                       |
| 香港開電視              |                                             |                                  |
| 2018年                  | 志雲拆局                                    | 第8集嘉賓                        |
| 2020年                  | 酒勻全香港                                  | 主持（與阮小儀）                 |
| 2021年                  | 30分鐘大放餸                                | 6月25日、7月2日嘉賓              |
| 2021年                  | 姐姐去哪兒                                  | 主持（與李尚正）                 |
| 2022年                  | 嘉嘉醫療自助班                              | 主持（與敖嘉年及梁嘉琪）         |
| 飲食男女                |                                             |                                  |
| 2019 - 2020年           | Soko跟你回家吃飯                            | 主持                             |
| 2020 - 2022年           | Soko玩轉香港                                | 主持                             |

### 電影
| 首映   | 電影名                                       | 角色           |
| 2016年 | 江湖悲劇                                     | 賓 客          |
| 2017年 | 明月幾時有                                   | 和田少佐       |
| 2018年 | Strangers （第十二屆鮮浪潮國際短片節微電影） | Soko           |
| 2020年 | 墮落花                                       | 日本毒品買家   |
| 2020年 | 二人小町                                     | 王喜龍（死神） |
| 微電影 |                                              |                |
| 2017年 | 再見莉莉安                                   | 素行君         |

### 電台節目
| 日期            | 節目名              | 備註             |
| DBC me2         |                     |                  |
| 2016年          | 也文也武            | 7月29日嘉賓      |
| 商業電台叱咤903 |                     |                  |
| 2018年          | 口水多過浪花        | 3月9日嘉賓       |
| 2020 - 2022年   | 咪芝巨星            | 主持（與阮小儀） |
| 香港電台第二台  |                     |                  |
| 2018年          | 打開世界            | 6月2日嘉賓       |
| RKB每日放送     |                     |                  |
| 2019年          | 櫻井浩二 インサイト | 7月5日嘉賓       |

### 廣告
| 年份   | 產品 |
| 2015年 | 香港市集協會「Howdy Partner - Wild West × Beertopia」                                                                |
| 2015年 | 杜蕾斯「至薄幻隱裝衛生套 - 日本仔 Youtuber:：Soko 乘搭 DUREX "AIR"-plane」                                           |
| 2016年 | 一風堂「五周年海老豚骨拉麵 - 一風堂治胃狂隊 zu 麵大比拼」                                                            |
| 2017年 | 東亞合成「全效型 AA 超能膠 - 有人嘅地方就有問題 有問題嘅地方就有我哋」                                               |
| 2017年 | Ricoh「Ri100 Mini Fabric Printer - Fabric printing so simple... It's almost like magic」                             |
| 2017年 | Ricoh「EZ Plus - EZ Masking」                                                                                        |
| 2018年 | 樂而雅「淨肌呵護 - 日語小教室：賞「花」學日文」                                                                      |
| 2018年 | MagicSay「全球旅遊雙向翻譯機 - Soko 和泉素行香港玩餐勁！ ep.1 問路篇」                                               |
| 2018年 | 三菱電機「為家人文化堂 × SOKO 日語教你氹家人」                                                                       |
| 2018年 | MagicSay「全球旅遊雙向翻譯機 - Soko 和泉素行香港玩餐勁！ ep.2 髮型屋篇」                                             |
| 2018年 | 三菱電機「為家人文化堂 × SOKO 日語教潮濕」                                                                           |
| 2018年 | MagicSay「全球旅遊雙向翻譯機 - Soko 和泉素行香港玩餐勁！ ep.3 茶餐廳篇」                                             |
| 2018年 | 三菱電機「為家人文化堂 × SOKO 日語教你熱不同」                                                                       |
| 2018年 | KAYAK（香港）「全球旅遊搜尋引擎 - 去旅行？梗係用 KAYAK 立即搜尋機票、酒店、租車」                                    |
| 2018年 | 三菱電機「為家人科學堂 - 人感の科學」                                                                                |
| 2018年 | 三菱電機「小型變頻多聯分體式空調、小精菱分體式空調、菱機窗口式空調 - 買冷氣你有選擇困難症？」                        |
| 2019年 | 愛利納明「EX Plus 抗疲勞補充劑 - 打好個底，疲勞不埋身！」                                                            |
| 2019年 | 愛利納明「EX Plus 抗疲勞補充劑 - 老細賞識？幾攰都要做！」                                                            |
| 2019年 | 愛利納明「EX Plus 抗疲勞補充劑 - 同事關照，豬頭骨都要啃！」                                                          |
| 2019年 | 愛利納明「EX Plus 抗疲勞補充劑 - 一般保健品，食極都咁攰！」                                                          |
| 2019年 | 東瀛遊「直航德島·玩轉四國 - 鳴門漩渦 四萬十川 讚岐烏冬等緊你」                                                       |
| 2019年 | 科進汽車有限公司「科進汽車特約：大角咀 SP 日本同鄉大搜查」                                                           |
| 2020年 | 科進汽車有限公司「家庭七人車 - 女人，有一種幸福…」                                                                   |
| 2020年 | 科進汽車有限公司「豐田汽車 Tank 中古車 - 陶傑 × SOKO（和泉素行）遊歷香港」                                           |
| 2020年 | 科進汽車有限公司「本田飞度（第二代）GB7 中古車 - 陶傑 × SOKO（和泉素行）遊歷香港」                                   |
| 2020年 | 映匯醫學集團「醫學美容 - 陶傑 × SOKO（和泉素行）遊歷香港 番外篇」                                                    |
| 2021年 | 科進汽車有限公司「豐田 Noah R80、Voxy - 紅色 × 藍色 今次又搞乜呢？」                                                 |
| 2021年 | 中華電力「追尋節能之道：屯門」                                                                                       |
| 2021年 | 中華電力「追尋節能之道：紅磡」                                                                                       |
| 2021年 | 中華電力「追尋節能之道：荃灣西」                                                                                     |
| 2023年 | Ad × Pub「《爐峰櫻語：戰前日本名人香港訪行錄》宣傳大片【與夏目漱石·重遊香港】 - 重遊天星小輪、香港動植物公園、山頂」 |

### 其他
| 年份   | 內容                                                        |
| 2015年 | 奇巧巧克力「12道日本地方限定風味」                          |
| 2016年 | A Can Cook「第一集 金平蓮藕 - 區文詩 Angela Au × 和泉素行」 |
| 2018年 | 前進進戲劇工作坊《屋根裏》 - 脫口秀嘉賓                     |
| 2022年 | Now TV × 試當真《試睇世界盃》【EP8 看看威風的他】           |

## 音樂作品

### 單曲
| 年份   | 歌曲                              |
| 2022年 | FISH BALL~！！！                  |
| 2023年 | Message of 茶餐廳                 |
| 2023年 | Lalala辣椒油                      |
| 2023年 | 通（Regen C. Featuring 和泉素行） |
| 2023年 | Lalala平安夜                      |

### 派台歌曲成績
| 派台歌曲成績（五台） | 派台歌曲成績（五台） | 派台歌曲成績（五台） | 派台歌曲成績（五台） | 派台歌曲成績（五台） | 派台歌曲成績（五台） | 派台歌曲成績（五台） | 派台歌曲成績（五台） |
| -------------------- | -------------------- | -------------------- | -------------------- | -------------------- | -------------------- | -------------------- | -------------------- |
| 唱片                 | 歌曲                 | 903                  | RTHK                 | 997                  | TVB                  | ViuTV                | 備註                 |
| 2023年               |                      |                      |                      |                      |                      |                      |                      |
|                      | Fish Ball~!!!        | -                    | ×                    | ×                    | ×                    | ×                    |                      |
|                      | Message of 茶餐廳    | -                    | ×                    | ×                    | ×                    | ×                    |                      |
|                      | Lalala辣椒油         | 14                   | ×                    | ×                    | ×                    | ×                    |                      |
|                      | Lalala平安夜         | 16                   | ×                    | ×                    | ×                    | ×                    |                      |

| 各台冠軍歌總數（五台） | 各台冠軍歌總數（五台） | 各台冠軍歌總數（五台） | 各台冠軍歌總數（五台） | 各台冠軍歌總數（五台） | 各台冠軍歌總數（五台） |
| ---------------------- | ---------------------- | ---------------------- | ---------------------- | ---------------------- | ---------------------- |
| 903                    | RTHK                   | 997                    | TVB                    | ViuTV                  | 備註                   |
| 0                      | 0                      | 0                      | 0                      | 0                      | 四台冠軍歌總數：0      |

- （*）上榜中
- （-）未能上榜
- （×）沒有派往該台
- （(1)）兩週冠軍

## 曾獲獎項及提名
| 年份   | 內容                                                       | 結果 |
| 2020年 | 第25屆米蘭國際電影節「最佳男主角（王喜龍 -《二人小町》）」 | 提名 |

## 外部連結
- Soko Izumi的Facebook專頁
- SOKO 和泉素行的Facebook專頁
- 我は何しに香港へ？的Facebook專頁
- 和泉素行的Instagram帳戶
- 和泉素行在香港影庫上的簡介
- ISIS Model Management - Soko Izumi